# Syspasis scutellator
Syspasis scutellator là một loài tò vò trong họ Ichneumonidae.